# Pría
Pría es la parroquia más occidental del concejo de Llanes, en la comunidad autónoma del Principado de Asturias (España).

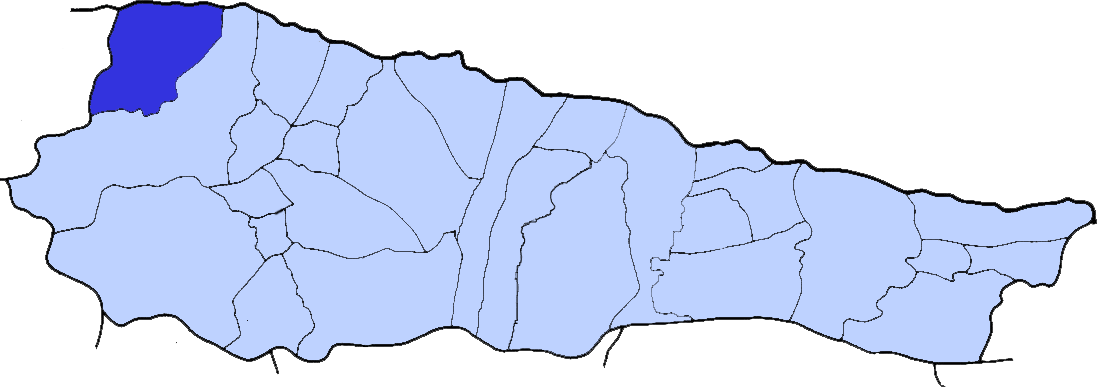
Localización de Pría en el concejo de LLanes

## Superficie
La superficie de la parroquia es de 10,84 km². 	 

## Población
Su población en 2011 era de 452 habitantes, había 224 varones y 228 mujeres.

## Orografía
La parroquia es prácticamente llana, las elevaciones más significativas son el alto del Ronciellu, 121 m., y el alto de Pría, 115 m.; entre estas dos cotas y en dirección este-oeste hay una cadena de colinas que atraviesan la parroquia en su totalidad.

## Límites
Por el Norte limita con el Mar Cantábrico, por el Oeste con el río Guadamía o Aguamía, que además establece el límite con el concejo de Ribadesella. Por el Sur limita con la llamada sierra de Miyares y la parroquia de Nueva, y por el Este con la parroquia de Nueva y la playa de Cuevas del Mar.

## Lugares
La parroquia de Pría, según el nomenclátor de 2008, está formada por los lugares de Belmonte, Garaña, La Pesa, Llames, Piñeres, Silviella y Villanueva.
La población más oriental es Villanueva, separada de Piñeres por la cadena de colinas comentada en la orografía, que se encuentra al sureste de la parroquia. Al oeste de Villanueva se encuentran Garaña, que limita al norte con el mar, y La Pesa, que está situada más al sur. Al oeste de Garaña se sitúa Llames, que es el más noroccidental de los pueblos, y al sur de La Pesa se encuentran, en primer lugar, el alto de Pría, y más al sur, los pueblos de Silviella (más al este) y Belmonte.

## Playas y atractivos turísticos

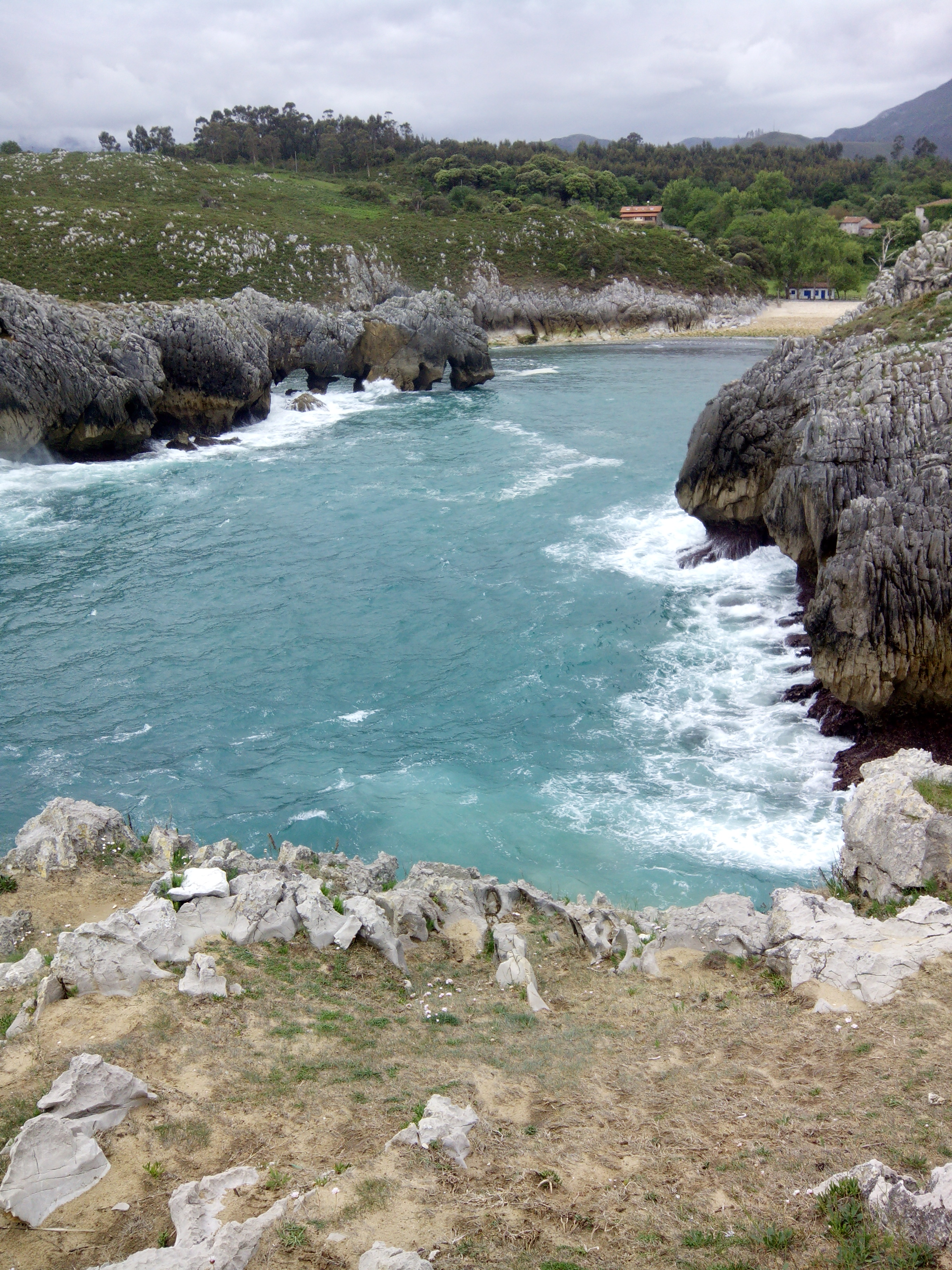
Playa de Guadamía.

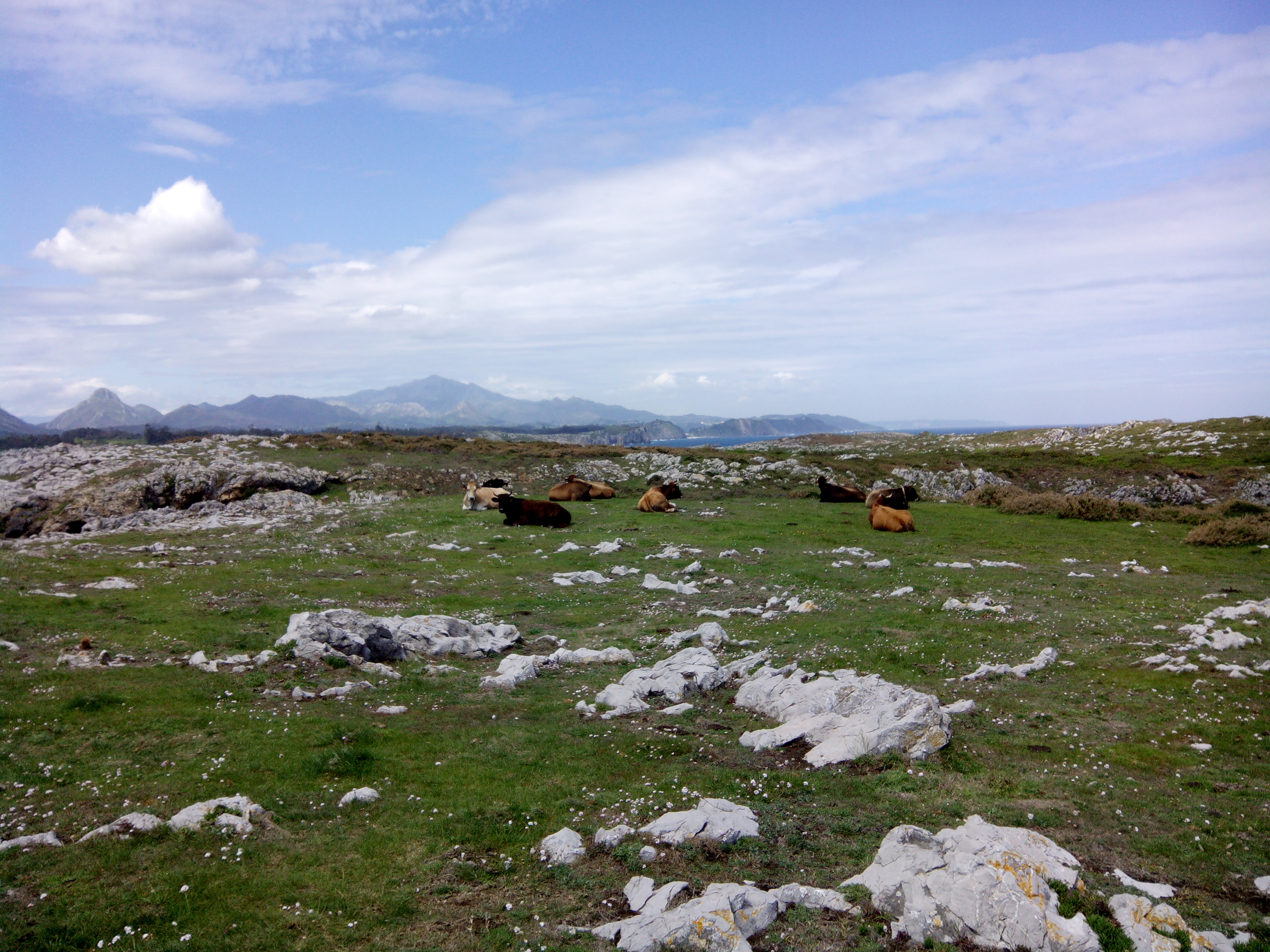
Inmediaciones de los bufones.

Hay actualmente dos playas, la de Guadamía en el pueblo de Llames y la de Canal en Villanueva, además de la playa de Cuevas, que limita con la parroquia por el este.
Se puede recorrer a pie el trayecto que hay entre la playa de Guadamía y la de Cuevas realizando la ruta de los Bufones de Pría, siendo de gran belleza los acantilados y pudiendo admirarse dichos bufones (agujeros que comunican el acantilado con el mar), permitiendo un gran espectáculo cuando las condiciones del mar son las adecuadas. Se trata de una ruta circular que comienza en la playa de Guadamía y pasa por los Bufones de Pría, el Pozo de Las Grullas, la playa de Canal (cerca del precioso pueblo de Villanueva de Pría) y la playa de Cuevas del Mar, regresando por Villanueva de Pría, L'Oteru, Garaña y Llames de Pría.
El Palacio de Garaña, en el pueblo del mismo nombre, es digno de visita. Fue construido a finales del siglo XIX como residencia de verano de los Marqueses de Argüelles, justo en el lugar de nacimiento del primer Marqués de Argüelles, Ramón Argüelles Alonso.

## Fiestas
- El día 29 de junio de cada año se celebran las fiestas en honor de San Pedro en La Pesa de Pría.

- El día 22 de julio de cada año se celebran las fiestas en honor de Santa María Magdalena en Villanueva de Pría.

- El día 31 de agosto de cada año se celebran las fiestas en honor de San Ramón en Garaña.

- En el puente de la constitución, se celebran las fiestas en honor a la Inmaculada Concepción en Piñeres.

## Hijos ilustres
- Pepín de Pría (La Pesa de Pría, Llanes, 1864 - Nueva, Llanes, 1928), sobrenombre de José Antonio García Peláez, quien, con estudios de Magisterio, tuvo varios empleos, pero ante todo fue poeta en bable, enriqueciéndolo con numerosas obras como Nel y flor y La Fonte’l cai. Estos dos poemas, junto con algunos otros, son unánimemente reputados por los críticos como los más representativos de la lírica de Asturias en el lenguaje vernáculo.

- Ramón Argüelles Alonso (Garaña, Llanes, 1832 - Guane, 1900), fue un industrial y banquero asturiano, primer Marqués de Argüelles, conocido indiano particularmente en el oriente de Asturias.

## Otros
Aunque tradicionalmente las ocupaciones principales de los habitantes de la parroquia eran la agricultura y la ganadería, en la actualidad se podría decir que el turismo es la más importante fuente de recursos, aunque también se encuentra situada dentro de ella la fábrica de quesos Inés-Granda que es la única industria que existe en este momento.
Son numerosos los establecimientos de turismo rural, tanto «casas de aldea» como apartamentos, posadas y casas de alquiler que hacen que en verano la población de la parroquia se vea notablemente incrementada.